# Джанфранко Далла Барба
Джанфранко Далла Барба (італ. Gianfranco Dalla Barba; 11 червня 1957, Падуя, Італія — листопад 2024) — італійський фехтувальник на шаблях, олімпійський чемпіон (1984 рік) та бронзовий (1988 рік) призер Олімпійських ігор.

## Виступи на Олімпіадах
| Олімпіада         | Дисципліна          | Місце |
| ----------------- | ------------------- | ----- |
| Лос-Анджелес 1984 | індивідуальна шабля | 9     |
| Лос-Анджелес 1984 | командна шабля      | 1     |
| Сеул 1988         | індивідуальна шабля | 10    |
| Сеул 1988         | командна шабля      | 3     |